# 汤姆·柯科伍德
汤姆·柯科伍德（英語：Tom Kirkwood，1951年7月6日—，全名托马斯·伯顿·罗然·柯科伍德）是一位南非出生的英国生物学家，纽卡斯尔大学教授，主要从事衰老的研究，主要科普作品有《人生几何——人的衰老、防老和永生》（Time of Our Lives: The Science of Human Aging，1999）等。